# Arkeologiska parken Magdalensberg

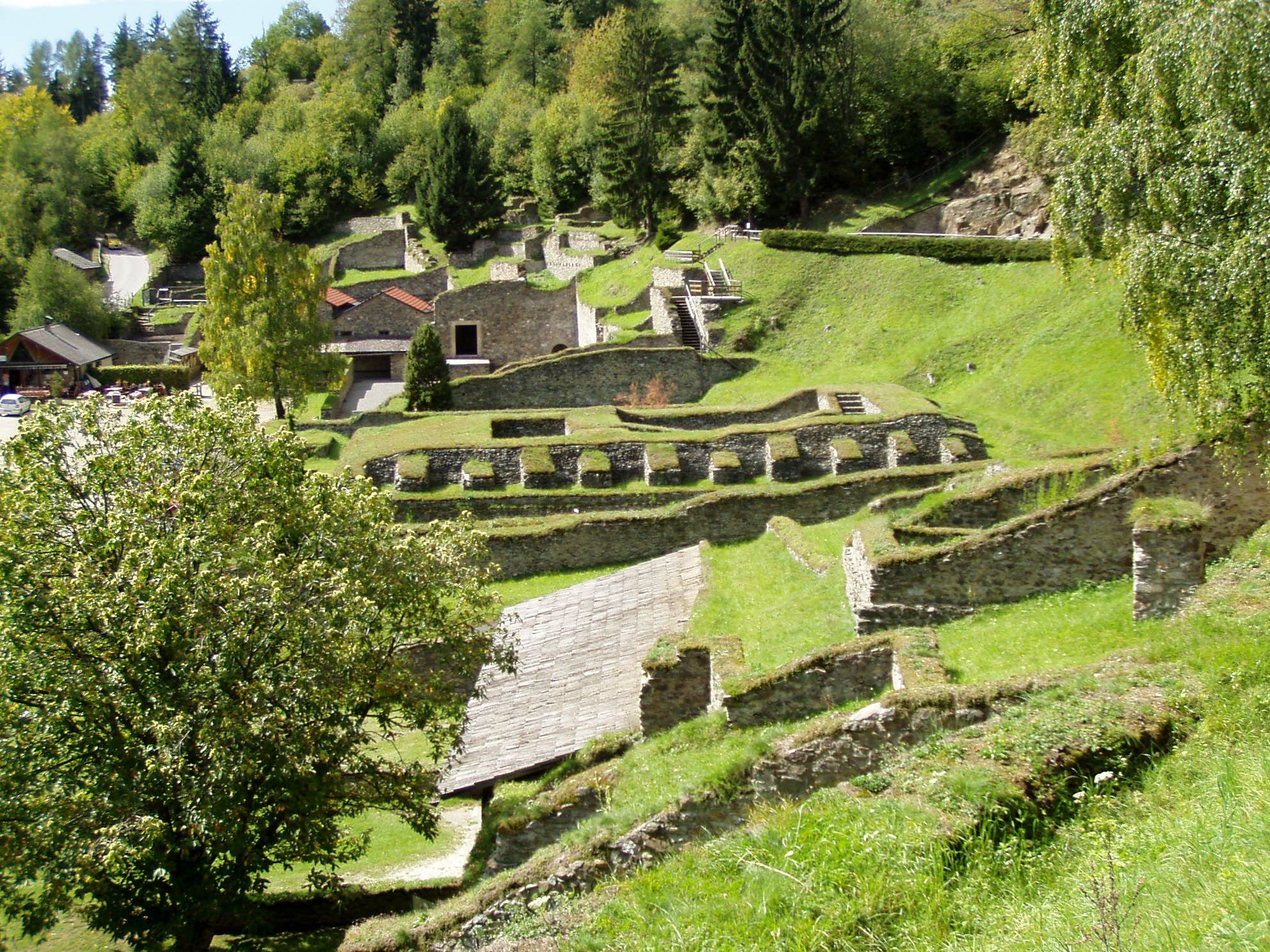
Utgrävningsplatsen

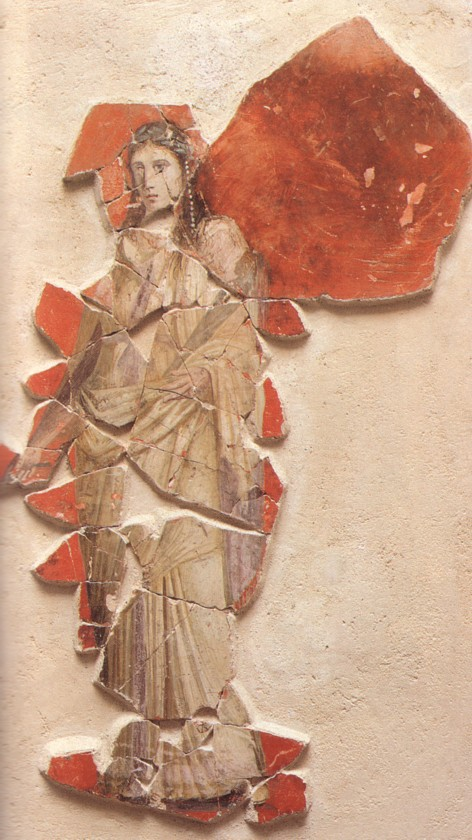
Freskomålning

Arkeologiska parken Magdalensberg i den österrikiska kommunen Magdalensberg är ett friluftsmuseum och en av Österrikes största arkeologiska utgrävningsplatser. Där bedrivs årligen utgrävningar efter en senkeltisk-romersk stad som troligtvis var centrum för Noricum mellan första århundradet före och första århundradet efter Kristus. 

## Stadens historia
Staden vars namn är okänt grundades någon gång under första hälften av första århundradet före Kristus när romerska handlare bosatte sig på Magdalensberget. Då tillhörde området kungariket Noricum som hade intensiva handelskontakter med det romerska riket. Noricum exporterade främst järn och järnprodukter till Rom. Handeln upplevde ett stort uppsving på mitten av första århundradet före Kristus, förmodligen på grund av Julius Caesars fälttåg i Gallien och inbördeskrigen i det romerska riket. Vid den här tiden byggdes ett forum efter romersk förebild. 
Under 20-talet f. Kr. byggde Norikerna ett stort befästningsverk med central helgedom på bergets topplatå. Även andra byggnader indikerar en ekonomisk och kulturell blomstringstid. Handlarnas bostadshus är byggda av sten och putsade. Innerväggarna är målade med fresker med mytologiska och bukoliska motiv. Även den inhemska keltiska befolkningen tog aktivt del i den romerska kulturen vilket portätskulpturer av noriska kvinnor och keltiska inskrifter visar. Vid sidan av handeln utgjorde verkstadsproduktion, främst bearbetning av olika metaller, en viktig näringsgren. 
15 e. Kr. införlivades Noricum med romarriket på fredlig väg. För staden på Magdalensberget innebar det ett ytterligare uppsving eftersom den blev politiskt centrum för de romerska områdena i östalperna. Stora och omfattande om- och nybyggnationer ägde rum, möjligtvis underlättat av att många byggnader hade förstörts i en – icke säkerställd - jordbävning mellan 10 och 20 e. Kr. Forumet utvidgades, nya hus, ett prätorium och ett tempel byggdes runt torget. I närheten av forumet ersattes verkstäderna med bostadshus och på den södra slutningen byggdes stora tvåvåningshus med en boyta upp till 150m2. Staden hade vid den här tiden troligtvis mellan 3 000 och 5 000 invånare. 
Strax före mitten av det första århundradet efter Kristus slutar fynden i staden med undantag för den keltiska helgedomen som troligen var i bruk fram till senantiken. Staden lämnades till förmån för den nära belägna orten Virunum som grundades på 40-talet och sedermera blev Noricums huvudort. 

## Utgrävningarna

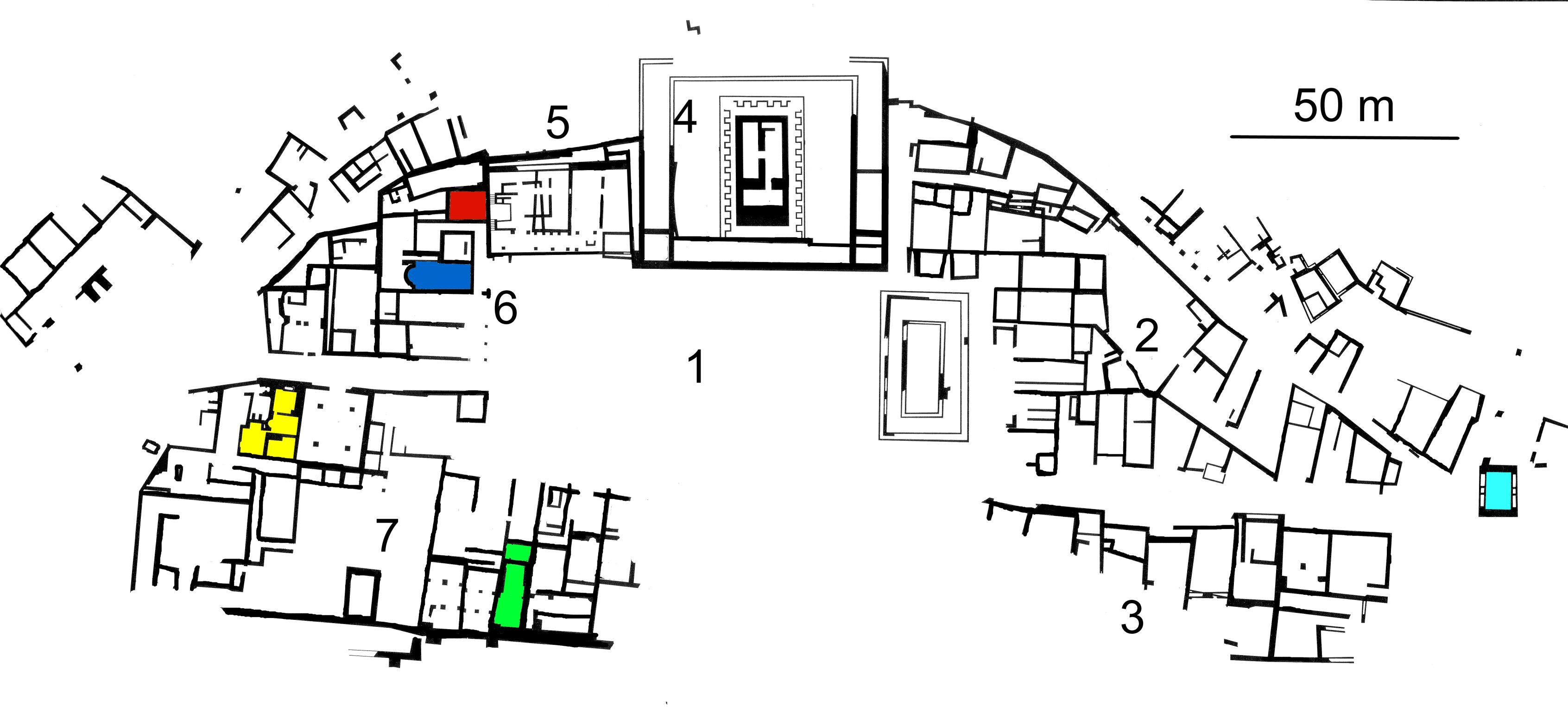
1 Forum; 2 Verkstäder; 3 Bostadshus på den södra slutningen; 4 Tempel; 5 Praetorium; 6 ”Representationshus”; 7 Bad, terrasshus och guldsmältugn

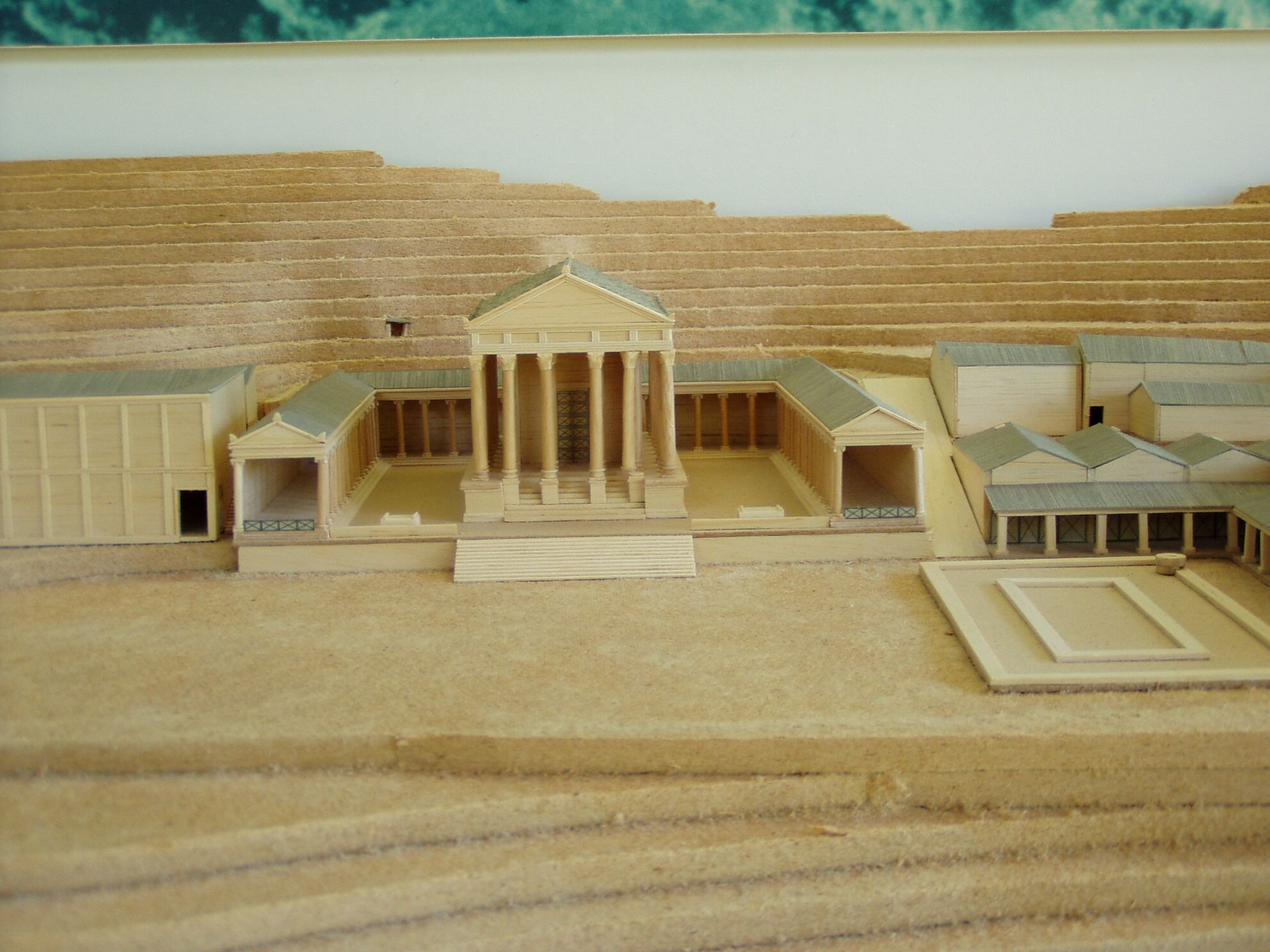
Modell av tempelområdet

De första utgrävningarna gjordes i mitten av 1800-talet, men den antika bosättningen var känd redan tidigare efter att man hade hittat en romersk bronststaty av en yngling i kroppsstorlek år 1502. 1948 började man med årliga utgrävningar vid vilka centrala delar av staden frilades, konserverades och delvis också återuppbyggdes. 
Den romerska stadens centrum ligger ca 200 höjdmeter nedanför bergets topp i en sänka på den södra slutningen. Området utjämnades och terrasser anlades. 
Den centrala platsen är forumet längs vars södra sida vägen till bergets topp gick. Under den äldre tiden var torget omgivet av handlarnas hus som både var kontor och bostäder. På den östra sidan låg saluhallen, en större basilika. Senare revs basilikan och torget utvidgades (110 x 42 m). 
På norra sidan ligger tempelområdet som är 55 x 45 m stort. Där uppfördes ett 30 x 18 meter stort tempel. Templet är ovanligt stort med tanke på stadens storlek. Det antas att det står vid stället för en tidigare keltisk helgedom. Väster om tempelområdet på norra sidan av forumet finns prätorium, den romerska förvaltningens säte. 
På västra sidan av forumet finns representationshuset. Husets funktion växlade med tiden vilket var förknippat med flera ombyggnationer. Före den romerska ockupationen antas huset ha varit säte för marknadsförvaltningen. Efter en ombyggnation kring år 15 f. Kr. användes det troligtvis som badhus. Efter en brand 15 e. Kr. byggdes huset om igen. Förmodligen användes det efteråt som möteslokal och arkiv. 
Öster om forumet låg verkstads- och bostadskvarter på flera terrasser. Främst bearbetades olika metaller i verkstäderna vilket smältugnar och fynd av olika produkter med inhemsk formgivning visar. På vägen mot öster stod även en dubbelport som sannolikt inte hade någon skydds- utan en representativ funktion. 
Söder om forumet låg större bostadshus på flera terrasser. Där fanns också en större byggnad med badanläggning, storbageri och storkök. Väster därom finns stora byggnader som var upp till 15 meter höga. Där fanns de kejserliga guldsmältugnarna.